# Kirche Christi (Temple Lot)
Die Kirche Christi (Temple Lot), Church of Christ (Temple Lot), ist eine mormonische Glaubensgemeinschaft, die 1852 in den USA aus der Kirche Jesu Christi der Heiligen der Letzten Tage hervorging. Sie hat ihren Hauptsitz in Independence im Bundesstaat Missouri auf einem Grundstück, das unter dem Namen „Temple Lot“ bekannt ist. Ihre Mitglieder hießen anfangs im Volksmund nach Granville Hedrick (1814–1881), dem ersten Leiter der Kirche, „Hedrickiten“. Die Kirche Christi (Temple Lot) unterhält keine offiziellen Beziehungen zu anderen Konfessionen.

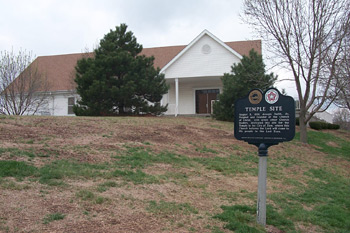
Sitz der Kirche Christi (Temple Lot) in Independence

## Geschichte
Die frühe Geschichte der Kirche Christi (Temple Lot) ist identisch mit der Geschichte der Kirche Jesu Christi der Heiligen der Letzten Tage und der der Gemeinschaft Christi. Nach der Ermordung des Gründers der Bewegung, Joseph Smith, am 27. Juni 1844 stritten mehrere Kirchenführer um die Leitung und gründeten rivalisierende Organisationen. Die weitaus meisten folgten 1847 Brigham Young und zogen auf seinen Aufruf hin ins heutige Utah, wo sie die Stadt Salt Lake City gründeten. Andere blieben im Osten der Vereinigten Staaten und sammelten sich in verschiedenen Bewegungen.

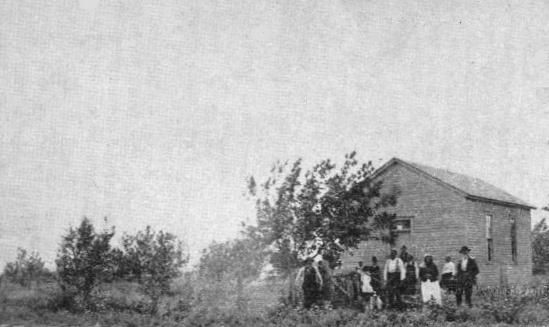
1889 vollendetes Kirchengebäude der Hedrickiten in Independence

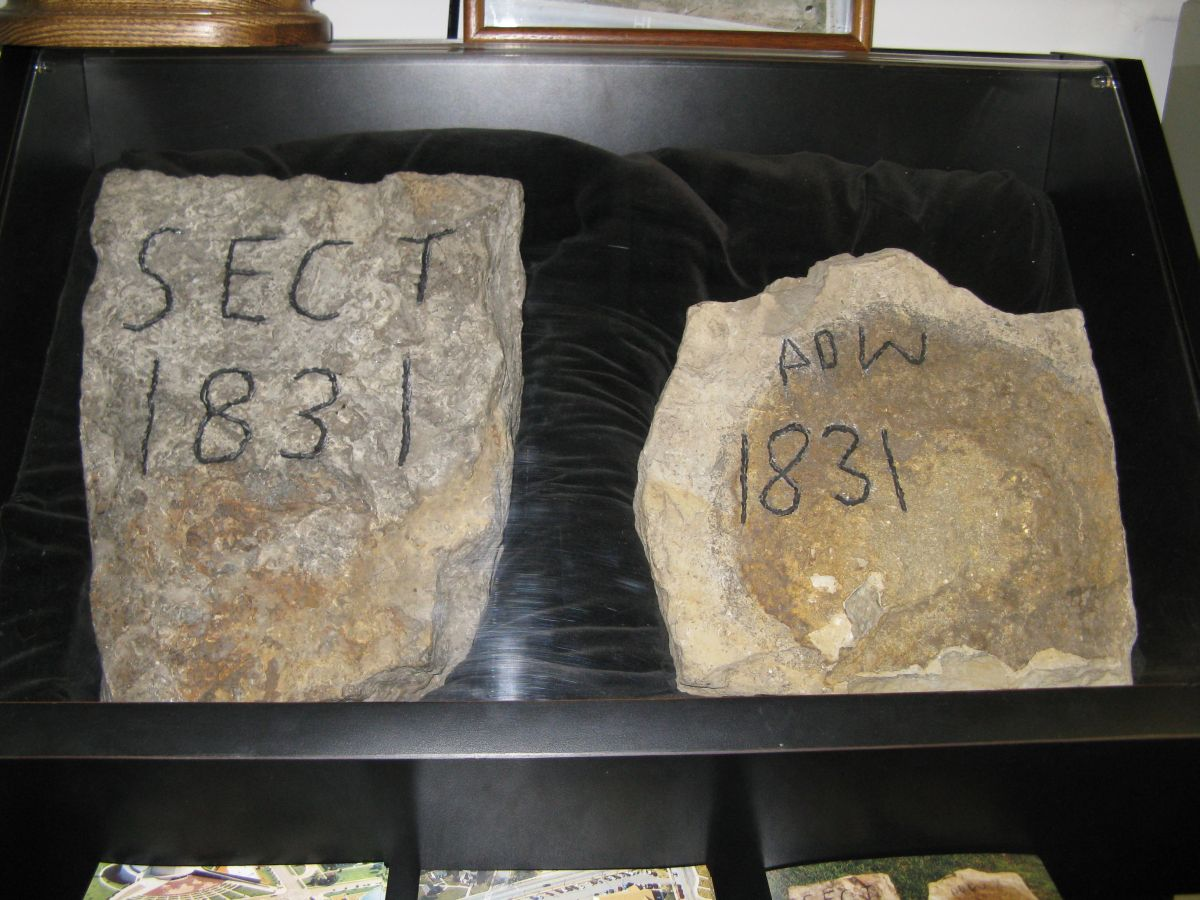
Grenzsteine von 1831

Bis um die Mitte der 1850er Jahre fühlten sich fünf früh gegründete Gemeinden durch keine der Nachfolgeorganisationen repräsentiert. Es handelte sich um die Gemeinden in Bloomington (Illinois), Crow Creek (Illinois), Half Moon Prairie (Illinois), Eagle Creek (Illinois) und Vermillion (Indiana), die sich 1851 unter der Bezeichnung Crow Creek Branch of the Church of Jesus Christ zusammenschlossen. Dieser Name nahm Bezug auf den Fluss Crow Creek im Kreis (County) Woodford im Norden des Staates Illinois, an dem oder in dessen Nähe vier der genannten Gemeinden lagen. Die erste gemeinsame Konferenz der fünf Gemeinden fand im Winter 1852 auf der Farm von Granville Hedrick in Half Moon Prairie – der Ort wurde später umbenannt in „Washburn“ – statt. Hedrick wurde am 17. Mai 1863 zum „Apostel“ und am 19. Juli 1863 zum „Präsidenten, Propheten, Seher und Offenbarer“ der Glaubensgemeinschaft ordiniert. Beide Ordinationen erfolgten durch John E. Page, der bereits 1838 – also vor dem Tode von Joseph Smith im Jahre 1844 – zum Apostel der Kirche Jesu Christi der Heiligen der Letzten Tage ordiniert worden war. Die Kirche Christi (Temple Lot) geht davon aus, dass durch ihn eine Verbindung zu den höchsten Autoritäten der ursprünglichen Kirche, wie sie vor 1844 bestanden hatte, geschaffen wurde und sie die wahre Nachfolge Smiths bewahren.
Der Name der Gemeinschaft wurde noch in den 1860er Jahren auf „Kirche Christi“ verkürzt, um sie von der größten mormonischen Konfession zu unterscheiden, deren Mitglieder von den Mitgliedern der Kirche Christi (Temple Lot) „Utah-Mormonen“ oder „Brighamiten“ genannt werden, da sie Brigham Young 1847 nach Utah folgten. Hedrick distanzierte sich später von dem Titel „Präsident, Prophet, Seher und Offenbarer“, um die Kirche Christi (Temple Lot) noch mehr von den Anhängern Brigham Youngs zu unterscheiden.
Die Kirche Christi (Temple Lot) besitzt in Independence, Missouri ein „Temple Lot“ genanntes Grundstück, das Joseph Smith am 3. August 1831 vor der Vertreibung der Mormonen aus Missouri (1838) zum Bau des Tempels des neuen Jerusalems bestimmt hatte – einer heiligen Stadt, die zur Vorbereitung des in der Offenbarung des Johannes erwähnten zweiten Erscheinens Jesu Christi erbaut werden müsse. Die Hedrickiten kehrten ab Oktober 1865 aufgrund einer Offenbarung, die Granville Hedrick am 24. April 1864 erhalten hatte, zum größten Teil nach Independence zurück und erwarben 1867 sowie 1873 und 1874 den größten Teil des genannten Grundstückes als Bauplatz für den Tempel. Seit 1867 befindet sich ihr Hauptsitz in Independence. Das erste Kirchengebäude wurde von der Kirche Christi (Temple Lot) 1889 fertiggestellt – es handelte sich um ein einstöckiges Gebäude aus Holz mit einer Grundfläche von 16 × 25 Fuß auf dem Temple Lot genannten Grundstück, was für die damalige Anzahl der Mitglieder ausreichte. Es fiel im September 1898 einer Brandstiftung zum Opfer, daher begann man im gleichen Jahr mit dem Bau eines erheblich größeren, zweigeschossigen Kirchengebäudes aus Stein. Mit einer Grundfläche von 30 × 54 Fuß war es erheblich größer, es wurde am 6. April 1902 eingeweiht. Im Jahre 1915 zählte die Kirche Christi (Temple Lot) rund 100 Mitglieder. Bis 1925 war die Mitgliederzahl auf rund 500 gestiegen. Am 6. April 1929 erfolgte durch Alma O. Frisbey, Bischof der Church of Christ (Temple Lot), der erste Spatenstich für das Ausheben der Baugrube für den Bau eines 90 × 180 Fuß großen Tempels, mit dem man den Architekten Norman Wilkinson betraut hatte.  Wilkinson hatte die Baukosten auf rund $ 500.000 veranschlagt. Am 18. Mai und am 26. Juni 1929 fand man bei den folgenden Ausschachtungsarbeiten zwei vergrabene Grenzsteine – beide mit der Jahreszahl 1831 – des von Smith bezeichneten Grundstückes. Die Arbeiten gerieten jedoch wegen finanzieller Schwierigkeiten bedingt durch die Weltwirtschaftskrise und den Zweiten Weltkrieg mehrfach ins Stocken und kamen kaum über das Stadium der ausgehobenen Baugrube hinaus. 1947 wurde sie wieder verfüllt und an ihrer Stelle ein Rasen angelegt. 1967 errichtete man an hier einen Gedenkstein. Mit dem Bau eines neuen Kirchengebäudes am Hauptsitz in Independence wurde am 18. August 1990 begonnen, und die Einweihung erfolgte am 5. April 1992.
Seit den 1920er Jahren kam es zu mindestens vier Abspaltungen, unter ihnen die Kirche Christi (Fettingiten) (Church of Christ, Fettingite), die sich Ende 1929 von der Kirche Christi (Temple Lot) trennte. Aus der Church of Christ (Fettingite), der sich rund ein Viertel der Mitglieder der Church of Christ (Temple Lot) anschlossen, ging wenig später die Kirche Christi mit der Elias-Botschaft hervor, die heute mit rund 12.000 Anhängern mehr Mitglieder als diese hat. Die Kirchenaustritte führten zu einem deutlichen Rückgang der Mitgliederzahl der Kirche Christi (Temple Lot), der 1932 noch 1.607 Menschen und 1934 1.825 Mitglieder angehörten. Die Aktivitäten im Zusammenhang mit dem Bau des Tempels sorgten jedoch bald für eine nicht zu unterschätzende Popularität der Kirche, die 1937 2.007 Mitglieder zählte, nachdem nicht wenige Mitglieder der Reorganisierten Kirche Jesu Christi der Heiligen der Letzten Tage zu ihr konvertiert waren. 1945 hatte die Kirche Christi (Temple Lot) in den USA insgesamt 16 Gemeinden, und 1956 betrug die Mitgliederzahl 3.000. Von den USA aus, wo es 1980 32 Gemeinden gab, verbreitete sich die Kirche in den 1920er Jahren nach Kanada und 1953 nach Mexiko (Halbinsel Yucatán), wo sie 1980 rund 200 Mitglieder zählte. Zu Beginn des 21. Jahrhunderts wurde die Kirche Christi (Temple Lot) auch außerhalb Amerikas missionarisch aktiv. 2006 lag die Zahl der Mitglieder weltweit bei rund 6.000. Bis 2013 war die Mitgliederzahl weltweit auf 7 310 gestiegen, von denen 1 909 in den rund 20 Gemeinden der Kirche in den USA lebten.

## Verbreitung
Derzeit (2013) zählt die Kirche Christi (Temple Lot) 7 310 Mitglieder in 11 oder 12 Staaten. Die meisten Mitglieder leben in den USA, wo sich auch die beiden größten Gemeinden, Independence Local (die Gemeinde nutzt das 1992 eingeweihte Hauptgebäude der Kirche für ihre Gottesdienste) und East Independence Local (gegründet 1958, mit eigenem 1968 eingeweihten Kirchengebäude) befinden.  In den 1970er Jahren wandte sich die Kirche Christi (Temple Lot) auch den Ureinwohnern Amerikas zu: In einem Reservat der Cherokee in North Carolina wurde 1978 in Calico eine Gemeinde gegründet und 1988 ebenfalls in Akwesasne in einem Reservat der Mohawk im Staat New York, und in beiden Gemeinden wurden eigene Kirchengebäude im traditionellen Stil errichtet (in Calico 1978, in Akwesasne 1994). Nach 2001 wurden auch in anderen Teilen der USA weitere Gemeinden gegründet.
In Honduras fasste die Kirche Christi (Temple Lot) 1997 Fuß, und seit Mai 2000 ist sie auch in Kenia vertreten, wo sie 2010 mehr als 1000 Mitglieder in 30 Gemeinden zählte, seit 2001 in Tanzania und seit 2006 in Indien. Zudem missioniert die Kirche Christi (Temple Lot) seit 2001 auch auf den Philippinen, wo sie 2005 in 3 Gemeinden und 40 Missionsstationen über 1 700 Mitglieder hatte, hauptsächlich auf der Insel Mindanao. Gemeinden der Kirche Christi (Temple Lot) bestehen auch in Nigeria, Malawi und Kongo. In Äthiopien begann die Kirche 2013 mit ihrer Missionstätigkeit, in Uganda 2015.
In Europa und Australien ist die Kirche Christi (Temple Lot) nicht vertreten.

## Lehre
Die Lehre der Kirche Christi (Temple Lot) ist erheblich von den Schriften David Whitmers (1805–1888), einem der Drei Zeugen des Buches Mormon, den Joseph Smith vor seinem Tode als „Abtrünnigen“ bezeichnete, beeinflusst. Whitmer veröffentlichte 1887 eine Schrift, in der er Joseph Smith und Sidney Rigdon scharf kritisierte. Diese Schrift ist heute unter den Mitgliedern der Kirche Christi (Temple Lot) weit verbreitet und wird häufig verwendet, sie wird auch im Vorraum ihres Hauptgebäudes in Independence verkauft. In dieser Schrift behauptet Whitmer wiederholt, Joseph Smith sei von seiner göttlichen Berufung „abgefallen“ oder habe begonnen, zu „fallen“, und zwar nahezu bereits mit der Gründung der Kirche im Jahre 1830 oder sogar schon vorher. Zur Begründung dieser Behauptung macht Whitmer unter anderem geltend, Smith habe außer der Übersetzung des Buches Mormon „kein anderes Amt beanspruchen“ sollen, und er habe nie mehr sein sollen als ein „erster Ältester“ unter „gleichen Ältesten“ in der jungen Kirche.
Obwohl die Kirche Christi (Temple Lot) anfangs die Führung und die Lehre des Gründers der mormonischen Bewegung, Joseph Smith, akzeptierte, änderte sie in den 1920er Jahren ihre Einstellung bezüglich der Frage, welche seiner Offenbarungen anzunehmen seien. Danach erklärte sie, die nach der Veröffentlichung des Buches Mormon im Jahre 1830 aufgezeichneten Offenbarungen seien nicht göttlich inspiriert. Sie behauptete, Joseph Smith sei mit Lehren wie der Vielehigkeit und mit der Einführung hierarchisch strukturierter Ämter in der Kirche einschließlich des Amtes eines Hohepriesters im Juni 1831 ein „gefallener“ Prophet. Daher gibt es in der Kirche Christi (Temple Lot) – im Gegensatz zu anderen mormonischen Glaubensgemeinschaften – nicht das Amt eines Präsidenten und keine Erste Präsidentschaft (First Presidency). Die Kirche erklärt, sie werde stattdessen unmittelbar von Jesus Christus durch einen Rat der Zwölf Apostel (Quorum of Twelve Apostles) geleitet. Offizieller Sprecher der Kirche ist ihr Sekretär.
Die Kirche Christi (Temple Lot) lehnt die Totentaufe, die Tempelrituale und das Gottesbild der Kirche Jesu Christi der Heiligen der Letzten Tage ab, ebenso den Namenszusatz „der Heiligen der Letzten Tage“, der auf einer Offenbarung an Joseph Smith vom 26. April 1838 beruht.

## Tempel
Die Kirche Christi (Temple Lot) hält an der Auffassung fest, dass auf dem von Joseph Smith am 3. August 1831 geweihten und Temple Lot genannten Grundstück, das sich in ihrem Besitz befindet, ein Tempel des Herrn zu erbauen ist. Weitere Tempel seien nicht zu errichten. Der Tempel solle nicht bestimmten Ritualen dienen, wie z. B. Totentaufe oder der „Siegelung himmlischer Ehen“, sondern den gleichen Zweck erfüllen wie der Kirtland Temple, der ursprüngliche Tempel des Mormonentums in Kirtland im Bundesstaat Ohio.

## Schriften
Die offiziellen Grundlagen des Glaubens der Kirche Christi (Temple Lot) sind die Bibel, das Buch der Gebote (Book of Commandments, eine Vorgängerschrift des Buches Lehre und Bündnisse anderer mormonischer Gemeinschaften) und das Buch Mormon, dessen Ausgabe von 1908 als Nachdruck Verwendung findet und identisch ist mit dem von der Gemeinschaft Christi verwendeten Buch Mormon. Auch die entsprechende Konkordanz ist bei beiden genannten Glaubensgemeinschaften gleich. Die erste Kirchenzeitung wurde unter dem Namen Truth Teller 1864 gegründet, und ihr folgten als offizielles Organ Searchlight (1896–1900) und The Evening and Morning Star (1900–1916).
Die heutige Kirchenzeitung der Kirche Christi (Temple Lot) erscheint seit Mai 1922 alle zwei Monate unter dem Titel Zion’s Advocate. Die Kirche gibt – abgesehen von verschiedenen Broschüren und Informationsschriften – ebenfalls eine einbändige Kirchengeschichte heraus und verfügt seit 1975 auch über ein eigenes Gesangbuch.

## Leitung und Organisation

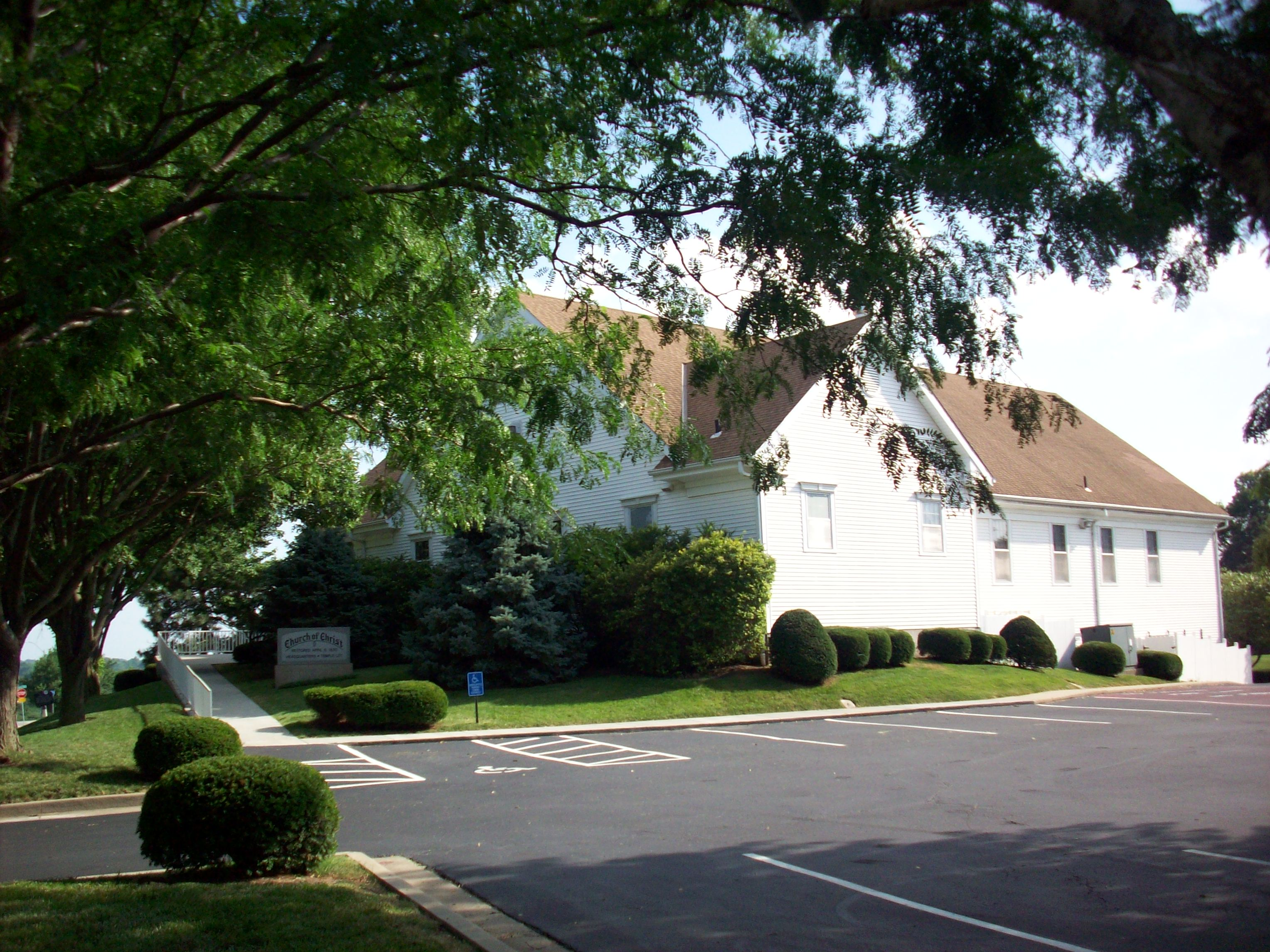
Sitz der Church of Christ (Temple Lot) 2010.

Die Kirche Christi (Temple Lot) wird von einem Rat der Zwölf Apostel (Quorum of Twelve Apostles) geleitet, Ämter wie das eines Hohepriesters, Patriarchen, Präsidenten oder einer Ersten Präsidentschaft kennt sie – im Gegensatz zu anderen aus der Kirche Jesu Christi der Heiligen der Letzten Tage hervorgegangenen Glaubensgemeinschaften – nicht. Dem Rat der Zwölf Apostel ist der Rat der Bischöfe (Council of Bishops) untergeordnet. Die einzelnen Ortsgemeinden, „locals“ genannt, werden jeweils von einem Ältesten (Elder) geleitet. Eine Ortsgemeinde besteht aus mindestens sechs getauften Kirchenmitgliedern, von denen einer ein Ältester sein muss. Weitere Ämter im Priestertum der Kirche Christi (Temple Lot), zu dem die Ordinierung durch Handauflegen geschieht, sind: Siebziger (Seventy, auch genannt „Evangelisten“, Älteste mit missionarischer Berufung), Lehrer, Diakon und Priester. Letztere können lehren und taufen, jedoch nicht die Gaben des Heiligen Geistes spenden.
Das Amt eines Propheten gibt es in der Kirche Christi (Temple Lot) nicht, denn die Kirche lehrt, dass Gott zu jeder Zeit durch jeden Menschen – unabhängig von dessen Amt – sprechen kann.
Die Tätigkeit im Priestertum der Kirche Christi (Temple Lot) geschieht ehrenamtlich und ohne finanzielle Zuwendungen. Nur Mitglieder, die hauptamtlich und ausschließlich für die Kirche tätig sind, erhalten eine Vergütung. Die einzelnen Ortsgemeinden sind selbst für ihren finanziellen Unterhalt verantwortlich, zu diesem Zweck wird nicht der Zehnte verwendet, den die Mitglieder von ihrem Nettoeinkommen spenden. Der Zehnte dient missionarischen und sozialen Zwecken.